# Horst Wessel
Pour les articles homonymes, voir Horst Wessel (homonymie).
Horst Wessel est un militant nazi allemand, membre de la SA, né le 9 octobre 1907 à Bielefeld blessé le 14 janvier 1930 et mort le 23 février 1930 à Berlin - il avait 22 ans.
Membre de la SA (Sturmabteilung, organisation paramilitaire liée au parti nazi), il atteint finalement le grade de Sturmführer, qui a été considéré comme l'équivalent de sous-lieutenant.
Abattu dans son appartement par un militant communiste, il fut érigé en héros et martyr par les nationaux-socialistes. Divers hommages lui furent rendus par le parti nazi, puis par le Troisième Reich à partir de 1933. Notamment, un chant, le Horst-Wessel-Lied, dont il avait écrit le texte, est devenu une sorte de second hymne national, officieux mais très joué entre 1933 et 1945. Un bateau appartenant à la Kriegsmarine, 5 unités de la Luftwaffe et la 18e division SS ont porté son nom.

## Jeunesse et carrière

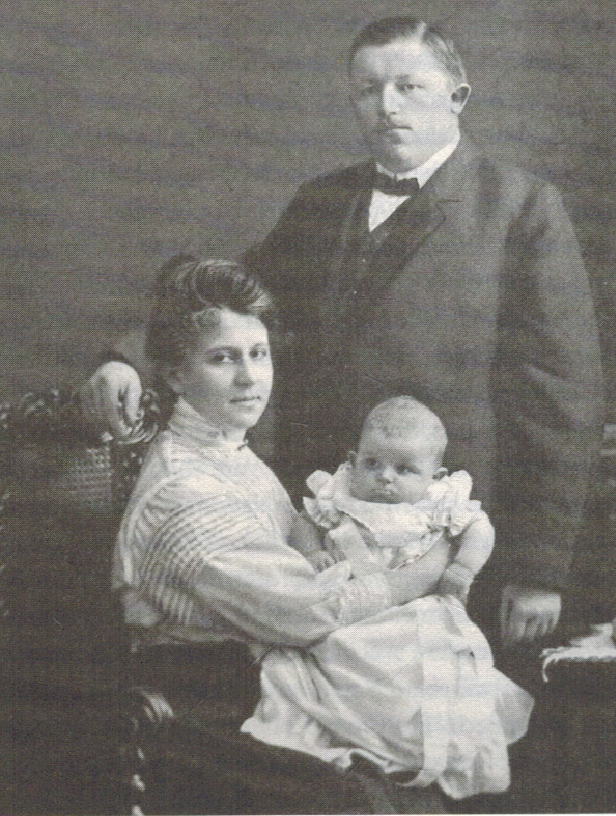
Horst Wessel et ses parents, Ludwig et Luise Margarete (1907).

Horst Wessel est l'aîné de trois enfants (dont sa sœur Ingeborg et son frère Werner) du pasteur évangélique luthérien Wilhelm Ludwig Georg Wessel (de) (1879-1922) originaire de la Hesse qui officia de 1906 à 1908 au temple Saint-Paul de Bielefeld puis à l'église Saint-Pierre de Mühlheim (dans la Ruhr) de 1908 à 1913, et de Luise Margarete Wessel née Richter. À partir de 1913, le père exerce son ministère au sein du temple Saint-Nicolas de Berlin, le plus ancien de la ville. Sa mère Luise Margarete, est également issue d'une famille de pasteurs luthériens de la région de Hamelin. Installés à Berlin, ils résident au numéro 51/52 de la Jüdenstrasse (de) dans le quartier juif de Scheunenviertel. Pendant la Première Guerre mondiale, le père de Horst Wessel est enrôlé comme aumônier évangélique luthérien de l'état-major du maréchal von Hindenburg sur le front russe. Après la révolution de novembre 1918, le père de Horst, qui est toujours resté fidèle à l'Empire, s'engage politiquement dans les rangs de la droite conservatrice.

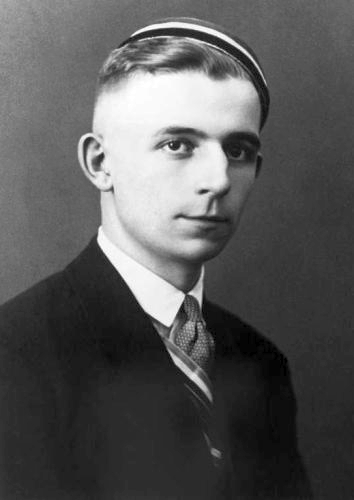
Horst Wessel en tenue du Corps Normannia Berlin (avant 1929).

Horst Wessel suit les cours du lycée de Cölln (Köllnisches Gymnasium) à Berlin de 1914 à 1922, puis rejoint pour quelques mois le lycée de Königsstadt (Königstädtisches Gymnasium) situé sur l'Alexanderplatz de Berlin, où il aurait été camarade d'école de Sebastian Haffner. Il finit ses études secondaires au lycée de Luisenstadt (Luisenstädtisches Gymnasium) où il obtient son baccalauréat (Abitur) en février 1926. Il entre à l'université Frédéric-Guillaume de Berlin (devenue depuis lors l'université Humboldt) le 19 avril 1926 pour suivre le semestre d'été de la faculté de droit. Il y poursuit ses études durant sept semestres successifs jusqu'au mois d'octobre 1929, date à laquelle il quitte définitivement l'université, sans avoir obtenu de titre universitaire et il se consacre à plein temps aux activités de la SA et du parti nazi (NSDAP créé en 1920). Au cours de ses études universitaires, il a été membre des corporations d'étudiants Normannia Berlin et Alemannia Wien zu Linz (de).
Après l'abandon de ses études, il travaille comme chauffeur de taxi et comme ouvrier dans la construction du métro de Berlin. Il s'efforce alors de se rapprocher du monde des travailleurs où il tente de convertir les partisans communistes aux idées du parti national-socialiste.

## Activisme politique
D'une manière générale, Horst Wessel apparaît comme un individu fortement politisé à l'image de beaucoup de jeunes hommes de sa génération qui ont été confrontés dans leur enfance aux affres de la défaite de l'Allemagne et de la révolution allemande de 1918-1919 issues de la Première Guerre mondiale. Ainsi Daniel Siemen (de) explique dans son livre qu'il avait dès 21 ans une très haute opinion de lui-même. Il a ainsi écrit au cours de l'été 1929 un manuscrit d'environ soixante-dix pages qui était une profession de foi politique assise sur une biographie inachevée et illustrée de nombreuses photos personnelles intitulée Politika. Il est également l'auteur d'un journal de voyage, Von Land und Leuten. Meine Fahrten und Reisen. Ces deux manuscrits rachetés par le Reich à sa famille en 1938 furent entreposés au Couvent cistercien de Grüssau (aujourd'hui Krzeszów en Pologne) avec de nombreux autres œuvres du troisième Reich qui tombèrent aux mains du gouvernement de Pologne après la guerre. Ces manuscrits aujourd'hui entreposés à Cracovie auraient, selon Daniel Siemens, été longtemps négligés dans l'étude de la vie de Horst Wessel, mais sont riches d'informations sur l'intéressé, sur sa vie, sa vision de la politique et son interprétation de sa place dans le jeu politique de l'époque, à l'instar de très nombreux jeunes hommes de sa génération.

### Les débuts dans les mouvements patriotes de droite

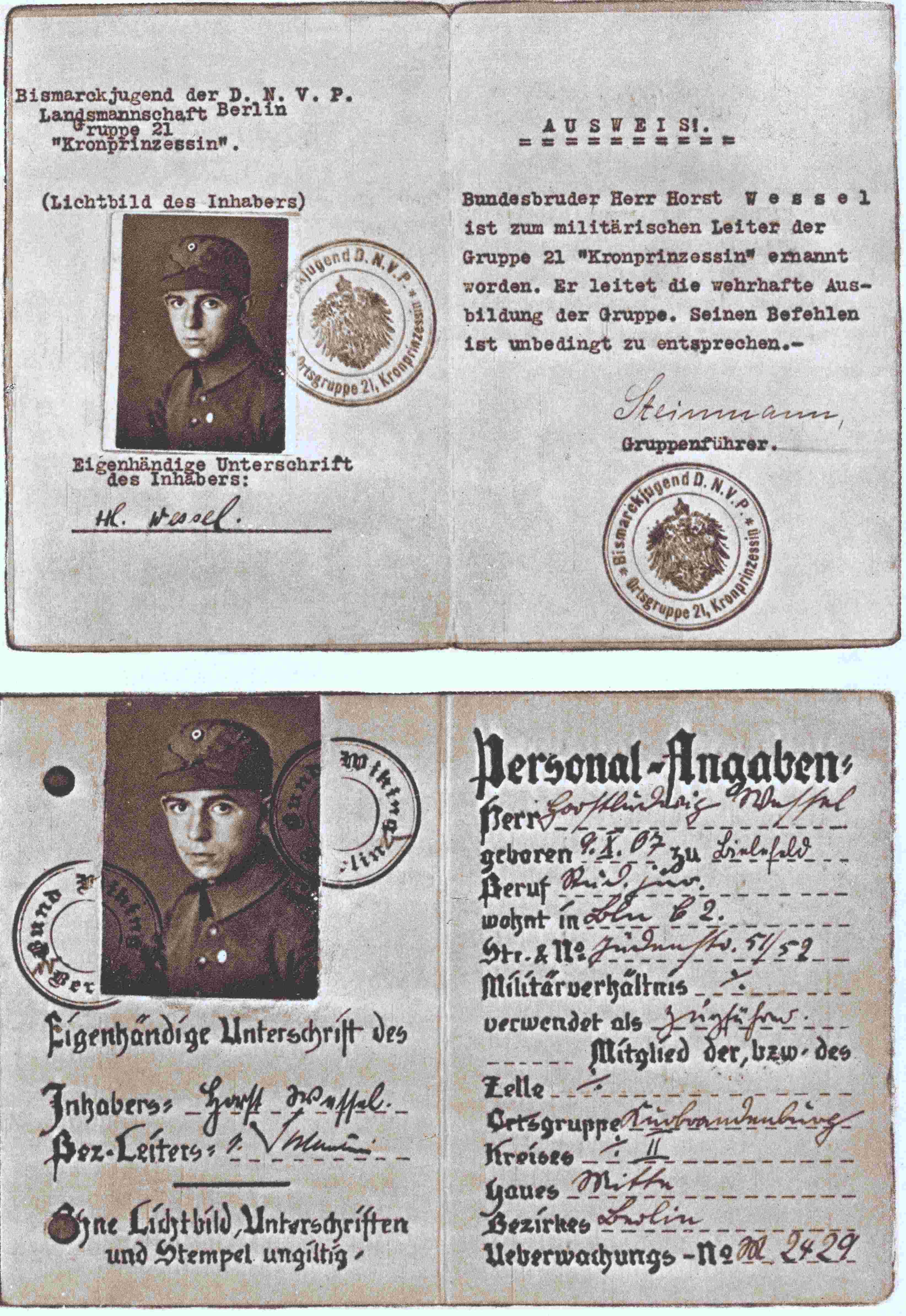
Cartes de membre des et du Bund Wiking au nom de Horst Wessel (1922).

L'activisme politique de Horst Wessel commence dès l'adolescence. En 1922, à l'âge de 15 ans, il s'enrôle dans les Bismarckjugend (de) (les jeunesses bismarckiennes) l'organisation de jeunesse du parti conservateur « Deutschnationale Volkspartei » (DNVP). Il est tout d'abord rattaché au groupe local numéro 47 (Ortsgruppe 47) avant d'être transféré au groupe local « Kronprinzessin » (Ortsgruppe Kronprinzessin) en 1924. Durant cette période, il crée un groupe d'autodéfense (Selbstschutzgruppe) qui participe au service d'ordre et à l'encadrement des réunions politiques du parti. C'est au cours de cette période qu'il commence à participer aux bagarres et combats de rues contre les organisations de jeunesses socialistes ou communistes de Berlin notamment au sein du Rollkommando (de) Friedrichshain (qui pourrait être le nom de son groupe d'auto-défense [réf. nécessaire]).
En décembre 1923, sans avoir quitté les Bismarckjugend, il rejoint le Bund Wiking, organisation née à la suite de la dissolution de l'organisation Consul (elle-même née de la dissolution du Corps franc brigade Ehrhardt) ainsi que le Sportverein Olympia (association sportive « Olympia », héritière du corps franc Reinhard (de)). Au printemps 1924, il suit une formation de plusieurs semaines au sein de la Reichswehr noire. Horst Wessel considère dès cette époque qu'une organisation politique activiste est destinée à atteindre des objectifs concrets et qu'elle perd de son intérêt en abandonnant ces derniers. C'est pour ces raisons qu'il quittera ces deux organisations respectivement en février 1925 et à l'automne 1926. De ce passage dans ces formations il conservera et développera des qualités de commandement, d'organisateur et d'orateur qui seront mises à profit dans ses futures fonctions au sein du parti nazi et des SA.

### Activités au sein du NSDAP et des SA

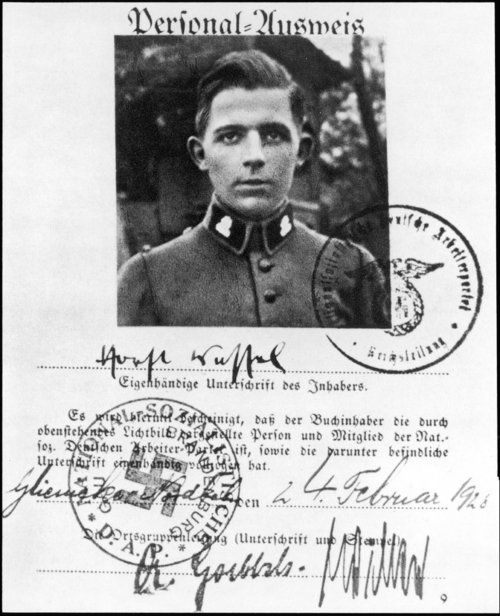
Registre du parti nazi avec la fiche de Horst Wessel, datée du 24 février 1928 et signée de la main de Goebbels.

Horst Wessel entre au Parti national-socialiste des travailleurs allemands (le NSDAP) le 7 décembre 1926 avec le numéro de matricule 48434. Il rejoint en même temps la Sturmabteilung (la SA) au sein du « Sturm 2 » subordonné à la « SA-Standarte I » (régiment SA no I) dans le quartier berlinois de Bötzow (de) (aujourd'hui situé dans le district de Pankow-Prenzlauer Berg). Ses premières activités s'apparentent à celles qu'il menait auparavant, à savoir assurer le service (notamment le service d'ordre, mais pas seulement) au cours des manifestations et réunions organisés par le parti nazi. De 1926 à 1928, Horst Wessel évolue progressivement au sein des unités locales de la SA agissant essentiellement dans les quartiers centraux de Berlin de Friedrichshain, Prenzlauer Berg et Mitte. Au cours de cette période, il impressionne suffisamment les cadres du parti nazi par sa motivation et son engagement pour attirer l'attention de Joseph Goebbels qui avait été nommé par le NSDAP responsable de la « conquête » de Berlin (la ville était une ville majoritairement social-démocrate et communiste, dans laquelle le NSDAP avait du mal à s'implanter). Goebbels et Wessel se rencontreront à plusieurs reprises par la suite dans le cadre notamment des activités de propagande de la SA dans les quartiers ouvriers de Berlin. Cette raison semble avoir justifié son envoi à Vienne de janvier à juillet 1928 pour suivre une formation sur les Hitlerjugend ainsi que sur les méthodes tactiques et l'organisation du parti nazi, alors qu'à Berlin, les groupes en uniforme, armés ou non, étaient interdits par le gouvernement de la république de Weimar, après la tentative de putsch à Munich par Hitler en 1923, dans une vaine tentative de réduire les violences et les combats de rues entre les groupements nazis et les groupuscules socialistes et communistes. Cette interdiction fut toutefois abolie à compter de 1926. 

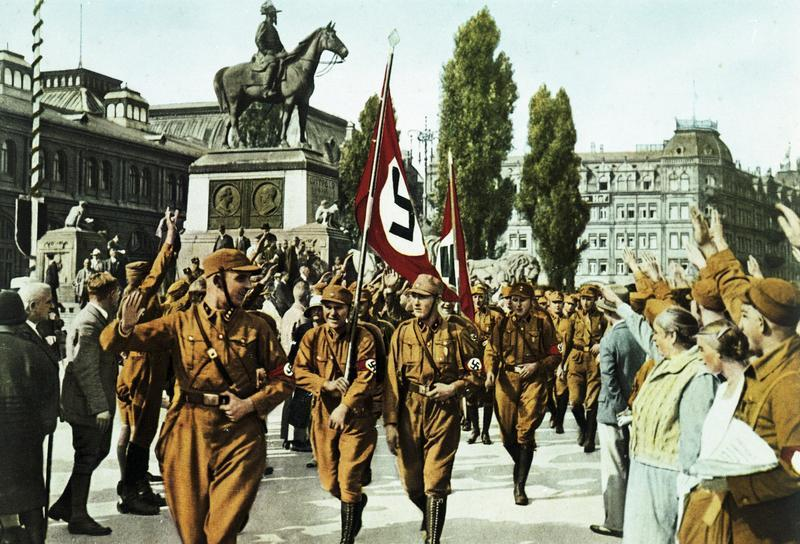
Wessel menant son unité SA à Nuremberg en 1929.

À la suite de la levée de cette interdiction, les SA de Berlin connurent une réorganisation qui vit la réaffectation de Horst Wessel au « Sturm 1 - Alexanderplatz » de la « SA-Standarte IV », responsable du nord et du centre de Berlin. Le 1er mai 1929, Horst Wessel est nommé chef du « SA-Trupp 34 » (groupe 34) responsable du quartier ouvrier de Friedrichshain où il réside. Ce groupe reprit le 4 mai 1929 l'appellation « SA-Trupp 5 » (qui venait d'être dissous) lequel obtient dès le 19 mai sa transformation en « SA-Sturm 5 » compte tenu des succès de recrutement de Wessel entre les deux dates (passés de 30 à plus de 80 en quinze jours, les effectifs de cette unité s'élèveront à 250 à la date de sa mort. Le SA-Sturm 5 avait la réputation, chez les groupes socialistes et communistes, d'être une bande de matraqueurs particulièrement brutale. Il évoluait dans un quartier particulièrement hostile où les communistes étaient majoritaires. Ainsi lorsque l'unité de Wessel organisait des marches dans le quartier, elles étaient encadrées par la police pour éviter les affrontements.
Dans le but de développer son mouvement et pour contrer les groupes d'action communistes dans le quartier, Horst Wessel prit une initiative unique mais payante : jouant lui-même du chalumeau (instrument de musique ancêtre de la clarinette), il créa, en août 1929, un petit orchestre pour animer les manifestations du parti nazi dans le quartier, alors même que l'usage de cet instrument était interdit par le NSDAP car il était d'usage très courant au sein des mouvements et des manifestations communistes. C'est au début de l'année 1929 que Horst Wessel aurait écrit le poème portant initialement le titre Die Fahne hoch, die Reihen dicht geschlossen, qui fut publié le 23 septembre dans un supplément du journal nazi der Angriff sous la houlette de Joseph Goebbels. C'est ce poème qui, mis en musique sur l'air d'un ancien chant populaire de marins, deviendra le Horst-Wessel-Lied qui, après la mort de son auteur, sera adopté comme hymne officiel du parti nazi.

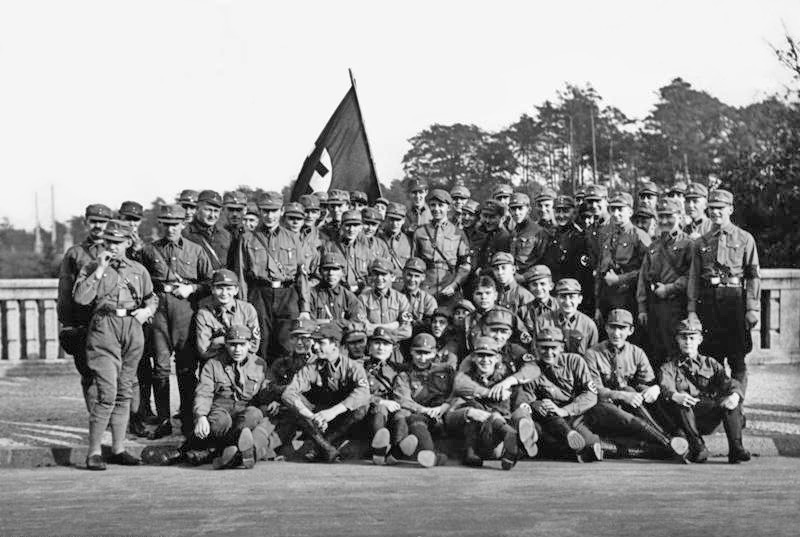
Wessel (debout au centre avec un béret) est photographié avec sa section à Berlin (1929).

À cette époque, l'Alexanderplatz était le centre de la vie nocturne berlinoise et faisait partie du territoire de l'unité de Wessel. Le quartier était une forteresse du Parti Communiste Allemand (Kommunistische Partei Deutschlands-KPD) et du Roter Frontkämpferbund-RFB (Fédération des combattants du front rouge), organisation interdite, mais toujours active dans les quartiers tenus par les communistes. Le quartier était également un haut lieu de la criminalité et de la prostitution de Berlin. Finalement, ce quartier représentait typiquement ce que les nazis souhaitaient combattre à Berlin. Horst Wessel, avec ses qualités de propagandiste et de recruteur à succès, était donc tout à fait indiqué pour répondre aux attentes du parti nazi. C'est pour ces raisons que Wessel se faisait un devoir d'écumer les bars et cafés de la place et du Scheunenviertel adjacent pour y tenir des débats dans l'espoir de recruter de nouveaux partisans. Il y connut un certain succès notamment en retournant un certain nombre de jeunes communistes, bâtissant ainsi sa réputation auprès des groupes d'activistes communistes du quartier.

## Le meurtre

### Contexte et prémices

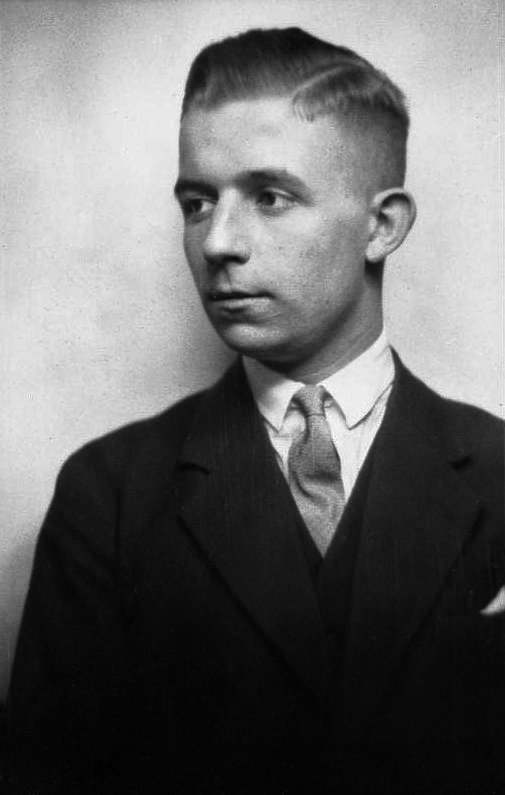
Horst Wessel en 1929.

C'est au cours d'une tournée de propagande dans l'un de ces bars, le Mexico, qu'il rencontre une jeune prostituée occasionnelle de 24 ans nommée Erna Jänike (de) (également écrit Jaenicke, voire Jäniche ou Jaeniche) au mois de septembre 1929. Cette idylle ne plaisant pas à sa mère, Horst Wessel quitte cette dernière pour s'installer provisoirement chez Erna dans la Palisadenstrasse, avant de sous-louer une chambre dans l'appartement d'une certaine Elisabeth Salm situé au numéro 62 de la Große Frankfurter Straße (devenue aujourd'hui Karl-Marx-Allee) à partir du 1er novembre 1929. Elizabeth Salm prend des vacances en Rhénanie à l'automne de cette année. Wessel ayant payé un an de loyer en avance, sa logeuse lui laisse tout l'appartement à sa disposition pendant son absence. Wessel en profite pour demander à Erna Jänicke de le rejoindre dans l'appartement. C'est ce dernier événement qui provoque le différend entre Wessel et Salm au sujet notamment du loyer de l'appartement. Wessel y tient par ailleurs des réunions politiques avec certains de ses camarades de la SA.
D'une manière générale, l'arrivée d'Erna Jänicke a un effet non négligeable sur les activités de Horst Wessel. En effet, c'est en octobre qu'il abandonne ses études à l'université. C'est également à cette époque qu'il commence à travailler comme chauffeur de taxi et comme ouvrier du bâtiment dans la construction du métro. La légende propagée par les nazis à la suite de sa mort voudra que ces changements visaient à se rapprocher de ses camarades travailleurs. Les raisons de ces évolutions seraient beaucoup plus triviales selon Heinz Knobloch (de) : ayant quitté sa mère en mauvais termes (probablement à cause d'Erna), Wessel n'était plus entretenu et dut se mettre à travailler pour subvenir à ses besoins et à ceux d'Erna de sorte qu'elle n'ait plus à se prostituer.
La mort de son frère le 22 décembre 1929, au cours d'un séjour aux sports d'hiver dans le Riesengebirge à la frontière tchécoslovaque, auquel Horst Wessel lui avait lui-même conseillé de s'inscrire l'a incité à retourner provisoirement chez sa mère entre fin décembre 1929 et début janvier 1930. Au cours de cette période, Elisabeth Salm, revenue de son séjour rhénan, commence à remettre en cause la sous-location de Horst Wessel. Les activités de ce dernier au sein du parti nazi mais également les désaccords liés au loyer compte tenu de l'arrivée d'Erna Jänicke sont à l'origine de la démarche d'Elizabeth Salm, laquelle était la veuve d'un membre du parti communiste (également membre du Roter Frontkämpferbund-RFB) et, ce faisant, elle connaissait certains responsables et hommes de main du parti nazi dans le quartier de Friedrichshain et autour de l'Alexanderplatz.

### Circonstances et déroulement
Au soir du 14 janvier 1930, vers 21 h, Elizabeth Salm qui ne parvenait pas à expulser Horst Wessel de son appartement, se rendit au Café Bär situé Dragonerstraße 48 (actuelle Max-Beer-Straße (de)), quartier général du 2e groupe de garde (2.Bereitschaft) des Sections d'assaut communistes (celles-ci remplaçaient le Roter Frontkämpferbund interdit depuis l'année précédente) du quartier de Mitte. Elle espérait y trouver plusieurs camarades de son mari qui fut lui-même membre du RFB avant sa mort, comme mentionné plus haut. Selon les déclarations de Hermann Kupferstein, chef des Sections d'assaut communistes du quartier au moment des faits, elle exposa ses problèmes privés sans que cela intéresse grand monde jusqu'à ce qu'elle évoque le nom de Horst Wessel lequel était déjà très connu par les communistes du quartier. Il fut alors décidé par les personnes présentes d'aider la veuve et de donner une « correction prolétarienne » au jeune national-socialiste.
Tel que l'a établi le procès du mois de septembre 1930, le groupe principal qui a quitté le Café Bär comprenait les frères Max Jambrowski, Walter Jambrowski et Willi Jambrowski, l'ouvrière Else Cohn ainsi qu'un nombre indéterminé d'individus, tous membres ou sympathisants du KPD,. La présence d'une arme chez Wessel ayant été évoquée par Elizabeth Salm, Max envoya un dénommé Walter Junek, au Café Galsk au coin de la Mulackstraße et de la Gormannstraße, quartier général du 3e groupe de garde (3.Bereitschaft), pour rallier Erwin Rückert et Albrecht Höhler, respectivement chef et adjoint de ce groupe de garde, tous deux connus pour être des possesseurs d'arme, sans autorisation. Tous se rendirent en groupes dispersés au 62 de la Große Frankfurter Straße qui se trouve à une vingtaine de minutes à pied et où se trouvait Horst Wessel en compagnie d'Erna Jänicke et de l'une de ses amies, Klara Rehfeld. Pendant que les autres faisaient le guet, Cohn, Rückert, Höhler et Walter Jambrowski entrèrent dans l'appartement d'Elizabeth Salm et se rendirent dans la cuisine où ils furent rapidement rejoints par Joseph Kandulski.
Après avoir chargé leurs armes, Rückert et Höhler accompagnés de Kandulski se placèrent devant la chambre de Wessel et frappèrent à la porte. Wessel, qui attendait la visite de l'un de ses camarades SA, ouvrit. Immédiatement après lui avoir crié de mettre les mains en l'air, Albrecht Höhler fit feu directement dans le visage de Wessel qu'il atteignit à la mâchoire. Selon les déclarations de Höhler lors du procès, Wessel aurait immédiatement compris la situation à l'ouverture de la porte et aurait, toujours d'après Höhler, tenté de saisir quelque chose dans sa poche. C'est pourquoi Höhler aurait alors saisi son pistolet dans sa poche, ce geste ayant entraîné l'effacement involontaire de la sûreté de l'arme. Le coup serait alors parti par inadvertance. Il ajoute même qu'il n'a pas pu viser comme le confirme l'autopsie qui explique que l'angle du tir est incliné du bas vers le haut et non horizontal. Le groupe fit ensuite irruption dans la chambre pour la fouiller à la recherche de documents de propagande et de l'arme de Wessel qu'ils trouvèrent rapidement dans une armoire. En repartant, Höhler aurait donné un coup à sa victime en lui disant « tu sais bien pourquoi, », puis se serait enfui.
Il semble que ce soit Elizabeth Salm qui s'occupa du blessé tandis qu'Erna et Klara alertaient le parti nazi par téléphone. Les événements suivants, jusqu'à l'arrivée de la police et l'évacuation du blessé, restent confus. En effet, Richard Fiedler, qui est arrivé entre-temps, aurait procédé à un nettoyage en règle de l'appartement afin d'en faire disparaître des éléments compromettants de propagande nazie. Erna Jäniche affirmera que la légende selon laquelle Wessel aurait refusé les premiers soins du Dr. Max Selo, le médecin de famille juif d'Elisabeth Salm, ne correspond en rien à la vérité. Compte tenu de l'état du blessé, il apparaît plus vraisemblable que ce soit Richard Fiedler qui ait refusé ces premiers soins, peut-être de manière à terminer son travail de nettoyage. Heinz Knobloch affirme cependant que ce serait bien Horst Wessel lui-même, s'adressant à Elisabeth Salm qu'il ne voulait pas d'un médecin juif. Quoi qu'il en soit, Horst Wessel ne sera évacué vers le service des urgences de l'hôpital Saint-Joseph de Friedrichshain (aujourd'hui dénommé Vivantes Klinikum im Friedrichshain (de)) que vers 22 h 50. Il y subit une opération d'urgence jusqu'à 0 h 45. La police criminelle notera cependant dès le 15 janvier, que « l’état de l'intéressé serait sans espoir » et l'hôpital confirmera le même jour que l'intéressé n'est pas en mesure d'être entendu. Horst Wessel sera soigné pendant cinq semaines. Vers le milieu du mois de février, son état se dégradera cependant compte tenu de son état de faiblesse. Horst Wessel succombera finalement le 23 février 1930 des suites d'une infection du sang.

### La question des responsabilités

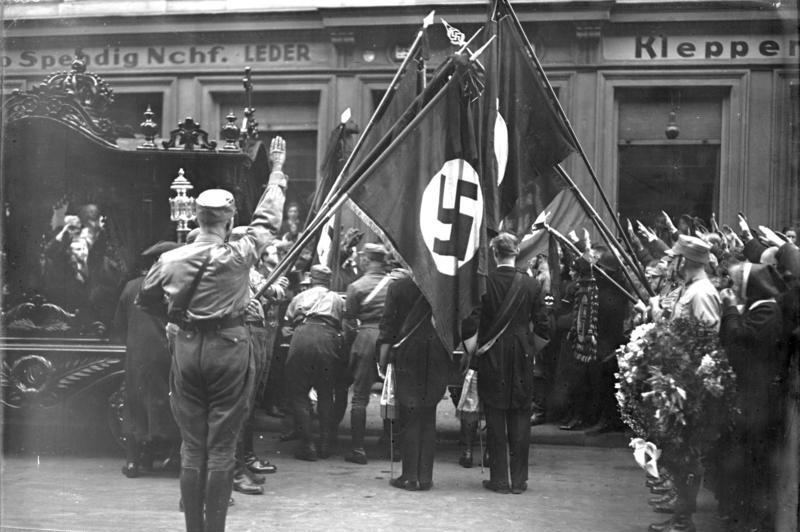
Une délégation de nazis avec leurs drapeaux rend hommage à Wessel devant la maison funéraire à l'occasion de ses funérailles solennelles à Berlin.

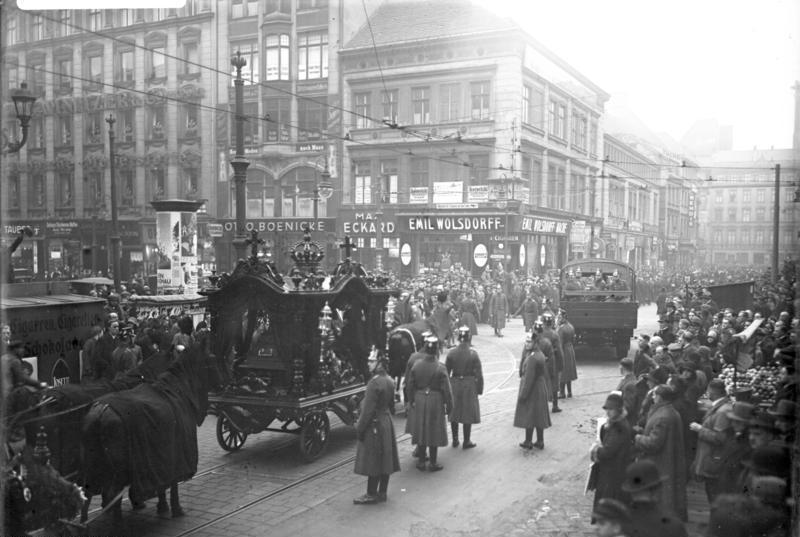
Le cortège funèbre traverse la rue des Juifs à Berlin, encadré par une forte escorte policière (mars 1930).

Dès le lendemain des faits, le KPD vit le danger que cette affaire pouvait représenter pour son image dans le contexte socio-politique de l'époque. Il rejeta immédiatement toute responsabilité dans les événements. Max Jamborwski dès le soir même rassembla les participants de l'expédition dans l'arrière salle du Café Bär, pour menacer chacun d'une balle dans la tête, s'il parlait de l'affaire. Les cadres du KPD eurent tôt fait de se rendre compte que les événements pourraient difficilement être présentés sous l'angle de la légitime défense et ne souhaitaient pas que le KPD soit mis en relation avec cette affaire.
Le KPD s'efforça d'emblée de dépeindre les événements comme un règlement de comptes entre souteneurs initié par un différend entre une logeuse et son locataire. Ainsi Elisabeth Salm fut elle convoquée quelques jours après les événements à la Maison Karl-Liebknecht siège du KPD situé sur la Bülowplatz, pour lui demander de soutenir cette thèse devant la police, ce dont elle s'abstint finalement. Le KPD fit également paraître dans son organe officiel Die Rote Fahne un article intitulé « Un chef SA abattu par jalousie » laissant entendre que Wessel avait été tué par un autre souteneur pour lui avoir pris l'une de ses filles, à savoir Erna Jänicke. Höhler affirmera enfin devant le tribunal que les membres du KPK ont insisté pour qu'il décrive les faits en les présentant comme la vengeance spontanée d'un souteneur qui se serait fait voler sa fiancée et non comme une action politique. Le fait que Wessel fut également un souteneur fut également démenti lors du procès par Elisabeth Salm.
À l'inverse, les journaux de droite ainsi que l'organe officiel du parti nazi, Der Angriff mirent immédiatement l'accent sur le caractère politique du meurtre et sur la responsabilité du KPD comme commanditaire de l'opération. Cette action visiblement improvisée par des membres de base du parti sans implication des instances de direction met en lumière une des difficultés de l'époque du KPD qui connaissait régulièrement des problèmes pour maîtriser les improvisations parfois hasardeuses de sa base militante.
Cette attaque pour improvisée qu'elle fût, présentait cependant une caractéristique unique qui fut habilement exploitée par les nazis. En effet, même si à l'époque la violence politique – au travers de bagarres de rues ou d'autres actions entraînant parfois des décès – éclatait fréquemment, celle-ci s'exerçait avant tout dans des locaux ou des lieux publics, en marge des manifestations. Elle ne se produisait jamais dans les espaces privés, d'autant que les adversaires vivaient parfois sur le même palier.
La police criminelle de Berlin, de son côté, ne tarda pas à identifier les auteurs et dès le 17 janvier 1930 elle émit un avis de recherche assorti d'une récompense de 500 Reichsmark pour toute information d'intérêt à l'encontre d'Albrecht Höhler. Il avait en effet été rapidement identifié par Erna Jänicke. Il ne fut jamais clairement établi comment tous deux se connaissaient. Après avoir été caché un temps par ses camarades du parti communiste allemand et de l'ex-RFB à Berlin puis ayant fui un temps à Prague, Albrecht Höhler fut finalement arrêté par la police à Berlin.

## Le procès
Le procès débute le 23 septembre 1930 devant la cour pénale du district de Moabit à Berlin. Il connut dès son ouverture ce que l'on nommerait aujourd'hui un fort intérêt médiatique. Le grand nombre des prévenus, la présence de femmes, la forte politisation de l'affaire, tous ces éléments contribuèrent à cet intérêt public. Compte tenu des troubles attendus en provenance des communistes ou du parti nazi, le tribunal fit l'objet de mesure de protection particulières de la part de la police.
Le nombre des accusés s'élevait à 17 personnes : Albrecht Höhler, Erwin Rückert et Joseph Kandulski comparaissaient pour homicide volontaire. Tous trois étaient en détention provisoire. Elisabeth Salm, Max Jambrowski, Willi Jambrowski, Walter Jamborwski, Else Cohn et Walter Junek, à savoir tous ceux qui se trouvaient dans l'appartement ou devant le bâtiment au moment des faits comparaissaient pour complicité d'homicide volontaire. Les huit autres prévenus comparaissaient pour complicité dans le cadre de l'aide fournie à Höhler après les faits. Tous faisaient partie de la Rote Hilfe.
Les accusés furent défendus par cinq avocats mandatés par le KPD qui paya leurs honoraires. Alfred Apfel (de), ténor du barreau berlinois fut seul chargé de la défense de Höhler. Les autres prévenus furent représentés par Fritz Löwenthal (de), James Broh (en), Hilde Benjamin et un dénommé Fuchs.
Les débats durèrent cinq jours oscillant entre l'argumentaire sur le crime politique et la théorie du règlement de comptes par jalousie. Ils se conclurent par le prononcé des condamnations suivantes :
- Höhler et Rückerts furent condamnés à six ans de pénitencier plus un mois pour port d'arme illégal. Rückerts fut condamné à la même peine en raison de son casier judiciaire plus lourd que celui de Höhler ;
- Kandulski n'ayant pas d'antécédents judiciaires obtint la peine minimale pour complicité de meurtre soit cinq ans de pénitencier, et un mois supplémentaire pour le vol du révolver de Wessel ;
- Max Jambrovski considéré comme le meneur de l'expédition fut condamné à deux ans de prison ;
- Walter et Willi Jambrovski de même qu'Elisabeth Salm écopèrent d'un an et six mois de prison ;
- Walter Junek et Else Cohn furent chacun condamnés à un an de prison ;
- Hermann Kupferstein, Theodor Will, Wilhelm Sander, Viktor Drewnitzki eurent droit à une peine de quatre mois de prison.

L'une des phrases figurant à la fin du verdict est essentielle et stipule que « il est attesté pour tous les prévenus condamnés, qu'ils ont agi par conviction politique », évacuant ainsi définitivement le mobile de la jalousie et de la rixe entre proxénètes.

## Suites
Après leur prise de pouvoir, les nazis se vengèrent sur les participants au meurtre de Horst Wessel : Else Cohn fut assassinée en mai 1933, suivie de Albrecht Höhler en septembre de la même année. Les autres participants furent déportés en camp de concentration, d'où la plupart réchappèrent à la fin de la guerre malgré les mauvais traitements que les gardiens leur firent spécialement subir.

## Hommages
La chanson dont il avait écrit le texte en 1927, le Horst-Wessel-Lied (Die Fahne hoch) devint à sa mort l'hymne du parti nazi, ainsi que l'hymne national allemand officieux de 1933 à 1945. Un film de propagande, Hans Westmar, fut réalisé en s'inspirant de son histoire.
La Kriegsmarine lança un trois-mâts barque au nom de Horst Wessel qui fut capturé par les États-Unis et renommé Eagle.
En janvier 1944, la 18e SS Freiwilligen Panzergrenadier également appelée division Horst Wessel fut créée en son honneur.
L'ancienne « Bulöwplatz », dans le quartier de Berlin-Mitte, fut rebaptisée en 1933 « Horst-Wessel-Platz » (de même que la station de métro homonyme). Elle a ensuite été rebaptisée « Liebknechtplatz » en 1945 par les autorités d'occupation soviétique et porte aujourd'hui le nom de Rosa-Luxemburg-Platz, nom attribué à l'époque de la RDA.
Du 4 janvier 1936 au 8 mai 1945, « Horst Wessel » a également été le nom de baptême de plusieurs unités de la Luftwaffe, ce de manière successive :
| Nom                     | Début             | Fin               |
| ----------------------- | ----------------- | ----------------- |
| Jagdgeschwader 134      | 4 janvier 1936    | 1er novembre 1938 |
| Jagdgeschwader 142      | 1er novembre 1938 | 1er janvier 1939  |
| Zerstörergeschwader 142 | 1er janvier 1939  | 1er mai 1939      |
| Zerstörergeschwader 26  | 1er mai 1939      | Juillet 1944      |
| Jagdgeschwader 6        | Juillet 1944      | 8 mai 1945        |

Les hommages à Horst Wessel
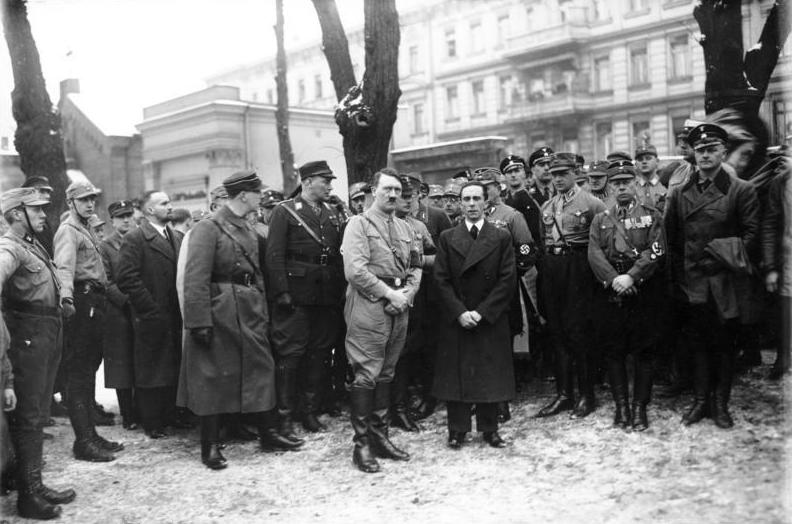
Hitler et Goebbels devant la tombe de Wessel au cimetière Sainte-Marie et Saint-Nicolas de Berlin, le 20 janvier 1933, dix jours avant l'arrivée de Hitler à la chancellerie.
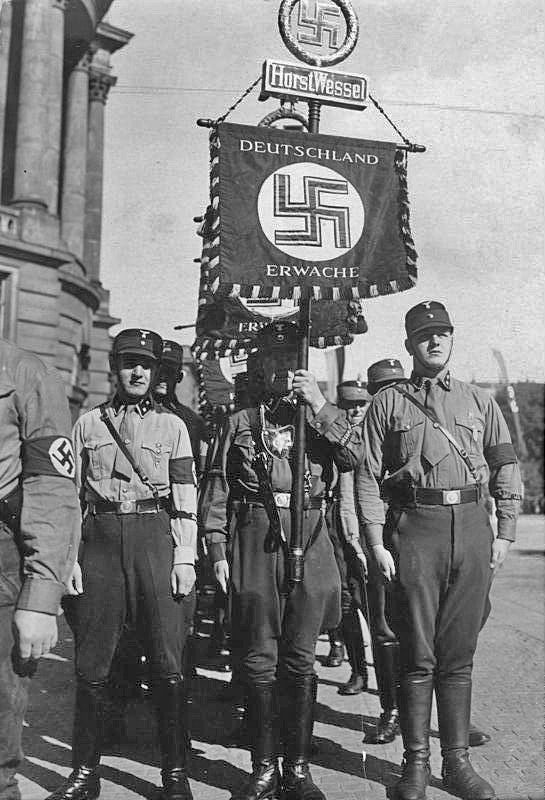
Régiment SA « Horst Wessel » en 1933 à Berlin, avec l'étendard portant son nom.
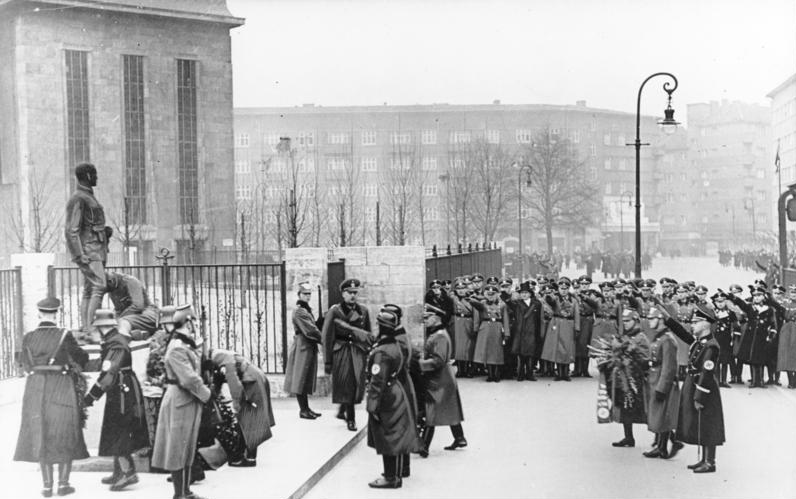
Cérémonie au pied de la statue de Wessel, le 16 janvier 1937 à Berlin. Himmler (debout à droite) fait le salut hitlérien, Heydrich (incliné devant la statue) et Daluege (de dos à gauche) déposent chacun une gerbe.
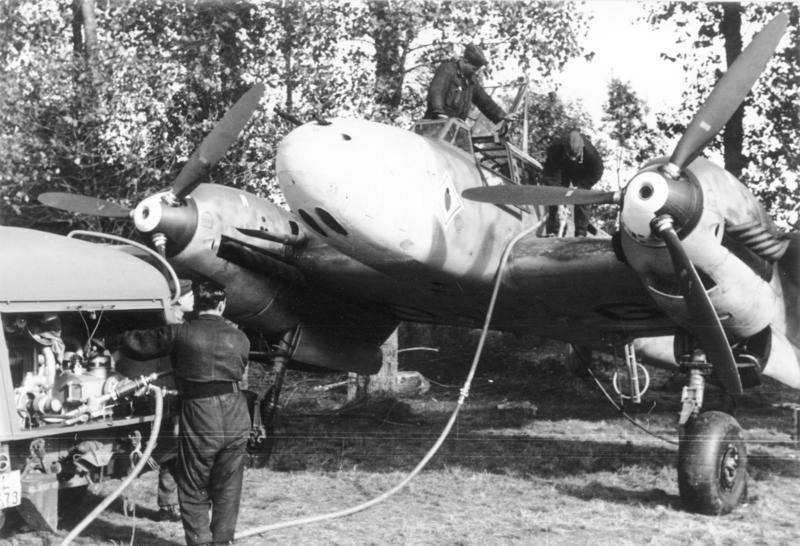
Un Messerschmitt Bf 110 de l'escadrille Horst-Wessel au ravitaillement d'essence (France, octobre 1940, à l'époque de la bataille d'Angleterre, essentiellement aérienne).
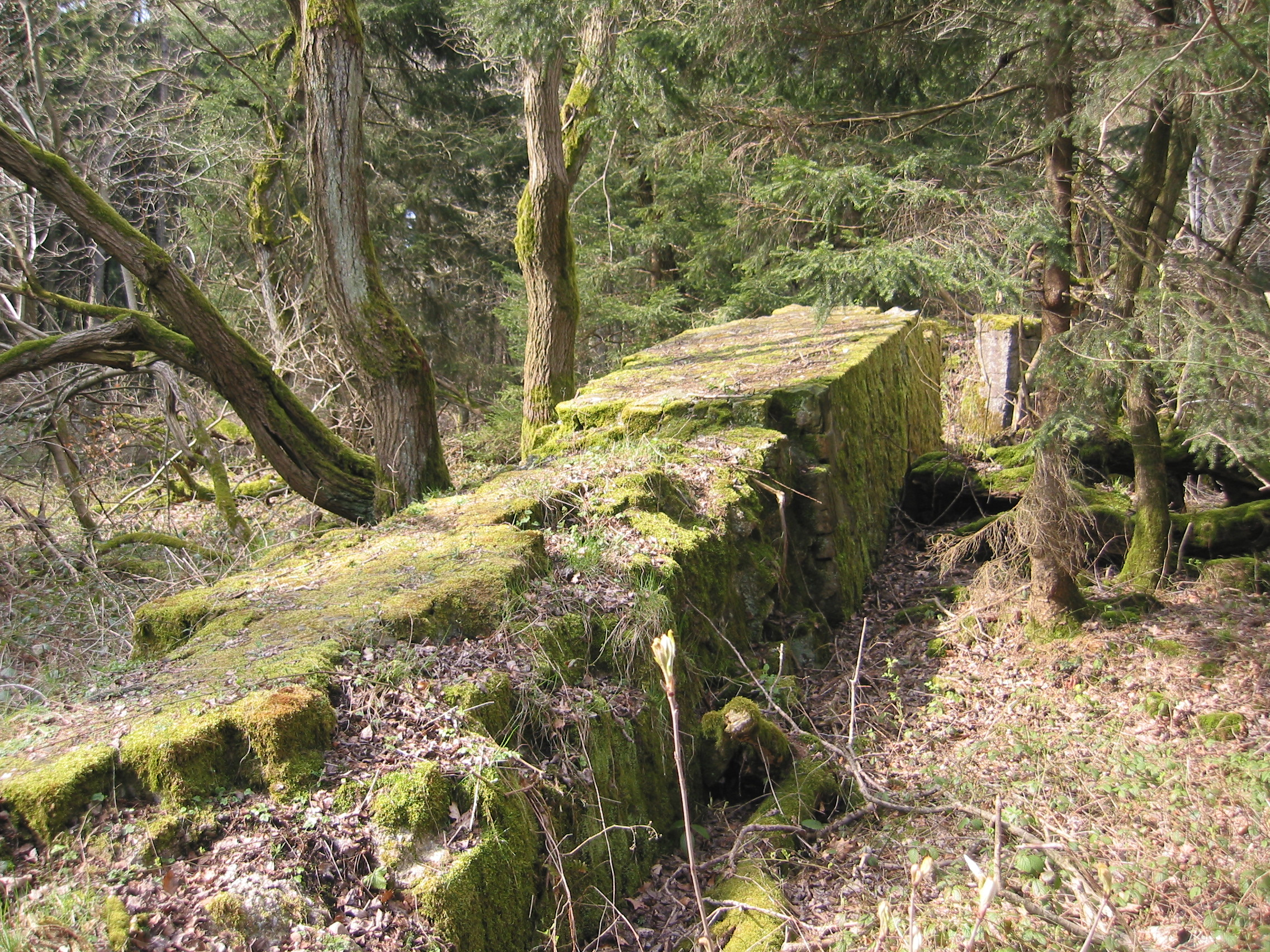
Ruines de l'un des mémoriaux Horst-Wessel (de), celui-ci dans le massif du Süntel, près de Hanovre (2008).